# Adriano Grimaldi
Adriano Grimaldi (* 5. April 1991 in Göttingen) ist ein deutsch-italienischer Fußballspieler. Er steht seit 2023 beim SC Paderborn 07 unter Vertrag.

## Karriere
Grimaldi begann mit dem Fußballspielen beim Nikolausberger SC. Dort blieb er bis zum Ende der Saison 2004/05 und wechselte dann zunächst für ein halbes Jahr zum SCW Göttingen, bevor er sich Hannover 96 anschloss und dort in der B- und A-Junioren-Bundesliga spielte. Zur Saison 2008/09 kehrte er zum SCW zurück, bei dem er im Alter von 17 Jahren erstmals im Seniorenbereich in der Oberliga Niedersachsen zum Einsatz kam. Erneut blieb er jedoch nur ein halbes Jahr und wechselte in der Winterpause 2008/09 zum FC Sachsen Leipzig in die Regionalliga Nord. Hier eroberte er sich einen Stammplatz und erzielte in zwölf Spielen zwei Tore, stieg aber mit seiner Mannschaft ab.
Daraufhin wechselte Grimaldi zur damals in der Regionalliga West spielenden zweiten Mannschaft des 1. FSV Mainz 05. Nachdem er in den ersten sechs Saisonspielen drei Treffer erzielt hatte, kam er am 12. September 2009 zu seinem Bundesliga-Debüt, als er beim 2:1-Heimsieg gegen Hertha BSC in der 70. Minute für André Schürrle eingewechselt wurde. Dabei wurde er vom kicker zum „Spieler des Spiels“ ernannt, da er nach seiner Einwechslung einen Elfmeter herausholte, der zum Ausgleich für Mainz 05 führte und damit die Wende im Spiel einleitete.
Mit Beginn der Saison 2011/12 ging Grimaldi zu Fortuna Düsseldorf in die 2. Bundesliga und wurde Ende Januar 2012 bis zum Saisonende an den SV Sandhausen verliehen, um Spielpraxis zu sammeln. Dort kam er aber lediglich auf zehn Einsätze als Einwechselspieler, ohne dass er ein Tor erzielte. Mit dem SV Sandhausen wurde er Drittligameister und stieg in die 2. Bundesliga auf. Im Juli 2012 wechselte er zum VfL Osnabrück, 2014 zum Aufsteiger in die 2. Bundesliga, dem 1. FC Heidenheim. In der Winterpause 2015/16 ging er zum Drittligisten SC Preußen Münster. Sein Vertrag lief bis zum 30. Juni 2018. Anschließend wechselte er zur Drittligasaison 2018/19 zum Aufsteiger TSV 1860 München, für den er in 19 Hinrundenpartien fünf Tore erzielte.
In der Winterpause derselben Saison schloss sich der Offensivspieler der Löwen dem Drittligisten KFC Uerdingen 05 an. Ab der Drittligasaison 2021/22 stand er beim 1. FC Saarbrücken unter Vertrag.
Im Sommer 2023 wechselte er zum Zweitligisten SC Paderborn 07.

## Erfolge
- Drittliga-Meister 2012 und Aufstieg in die 2. Bundesliga

## Sonstiges
Adriano Grimaldi ist der Bruder des Basketballspielers Marco Grimaldi.
Auf dem Weg vom Auswärtsspiel bei den LTi Gießen 46ers zurück nach Göttingen verunglückten am 30. Oktober 2011 seine jüngere Schwester und die langjährige Lebensgefährtin seines Bruders auf der A 5 tödlich.